# 성 안토니오의 고통

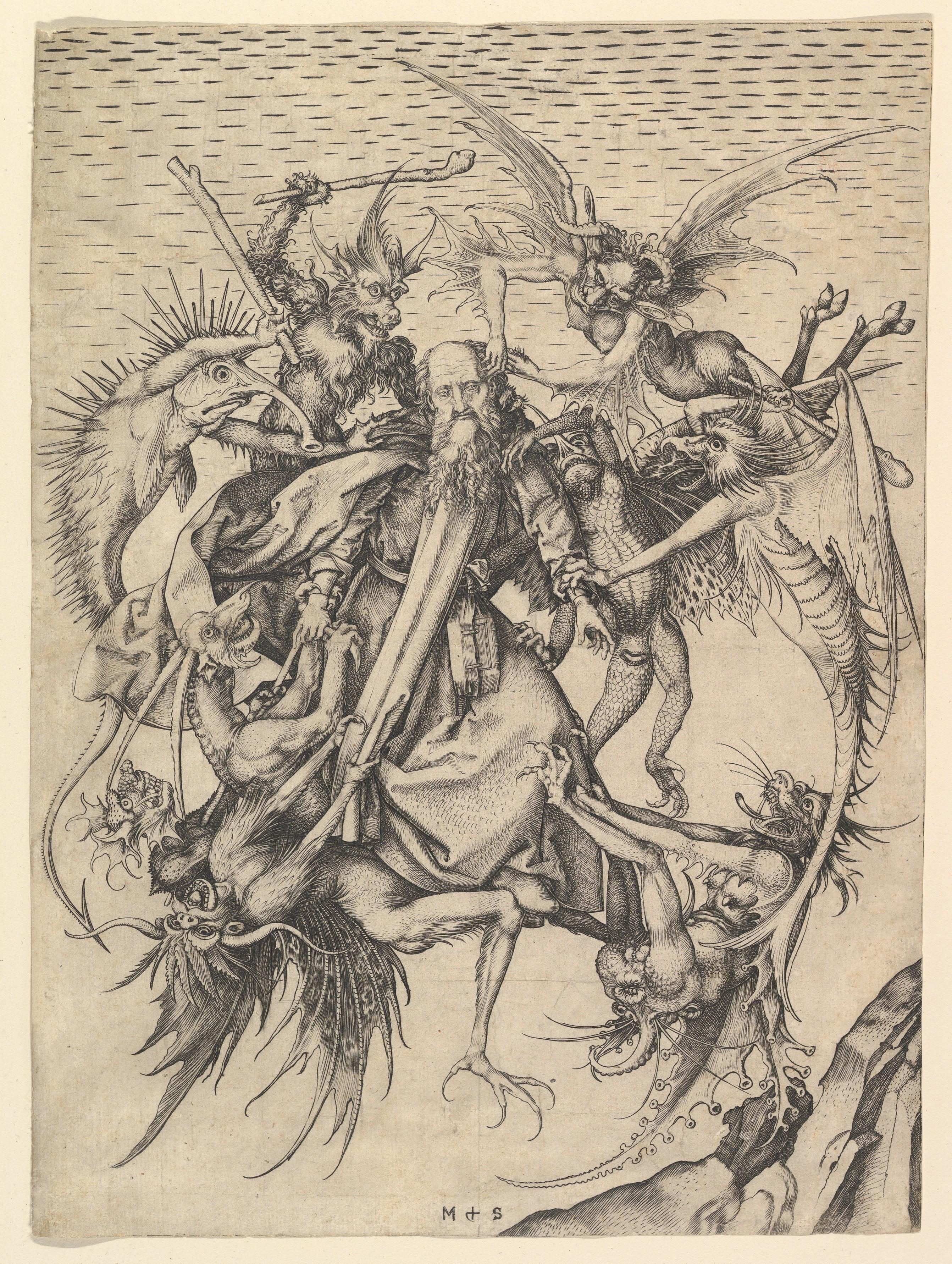
마르틴 숀가우어의 《성 안토니오의 유혹》, 1470년~1475년경

《성 안토니오의 고통》(이탈리아어: Tormento di sant'Antonio, 영어: The Torment of Saint Anthony) 또는 《성 안토니오의 유혹》(영어: The Temptation of Saint Anthony)은 1487년 미켈란젤로가 12세 또는 13세 때 마르틴 숀가우어의 유명한 판화 작품을 면밀히 복사하여 그린 그림이다. 이 그림이 미켈란젤로의 작품인지는 논란의 여지가 있다. 이 그림은 현재 텍사스주 포트워스에 있는 킴벨 미술관에 소장되어 있다. 이 그림은 황금 성인전 등 다양한 자료에서도 확인할 수 있는 중세의 흔한 주제인 성 안토니오(서기 251~356년)가 사막에서 악마에게 공격을 받고, 악마의 유혹을 물리쳤다는 내용을 묘사했다. 《성 안토니오의 유혹》(또는 "시험")이 이 주제의 더 일반적인 이름이다. 그러나 이 작품은 천사들의 지원을 받아 사막을 날아다니던 성 안토니오가 공중에서 악마들에게 매복 공격을 받는 후기 에피소드를 보여주는 듯하다.

## 소유권
이 그림은 미켈란젤로가 도메니코 기를란다요의 작업장에서 견습생으로 일하던 당시 제작되었다고 여겨졌었다. 그 소유권에 따라 2008년 7월 소더비스 경매에서 미국 미술상이 2백만 달러에 이 그림을 구입했다. 그해 9월 수출 허가를 받은 후 뉴욕 메트로폴리탄 미술관으로 옮겨져 변색된 바니시를 제거하고 다시 칠한 후 처음으로 조사 과정을 면밀히 거쳤다. "강조적 교차 해칭"과 같은 양식적 특징을 근거로 이 그림이 실제로 미켈란젤로의 작품이라는 것이 최종 확인되었다. 이후 킴벨 미술관이 이 작품을 구매했으며 정확한 금액은 알려지지 않았으나 6백만 달러가 넘을 것으로 추정된다. 조르조 바사리는 미켈란젤로가 숀가우어의 판화 사본을 그렸다고 말하지만 전문가들은 사이에서는 그 그림인지에 대해서는 이견이 있다.

## 특징
조르조 바사리는 그의 저서 《미술가 열전》에서 미켈란젤로가 숀가우어의 판화를 본떠 성 안토니오를 그렸다고 언급했고 이탈리아의 화가 아스카니오 콘디비(1525~1574)는 미켈란젤로가 시장에 가서 물고기 비늘을 그렸다고 기록했는데 이는 원래 판화에는 없는 특징이다. 이외에도 미켈란젤로는 인물 아래에 풍경을 추가하고 성인의 표정을 바꾸었다.

## 유산
이 작품은 미켈란젤로가 그린 4점의 패널 그림 중 하나로, 바사리는 미켈란젤로가 생애 후반에 유화를 폄하했다고 기록하고 있으며, 그의 유일한 청소년기 작품으로 알려져 있다. 숀가우어의 후기 고딕 양식은 미켈란젤로의 다른 작품들과도 많은 대조를 이루며, 심지어 젊은 시절과 비교해도 큰 차이가 있다. 숀가우어의 짧았던 생애가 끝내갈 무렵, 미켈란젤로가 그의 작품을 모방하면서 그의 판화는 이탈리아를 포함한 유럽 전역에 널리 퍼지게 되었다.